# Hart-Gletscher
Der Hart-Gletscher ist ein kleiner Hängegletscher im ostantarktischen Viktorialand. Er fließt von der Südwand des Wright Valley zwischen dem Meserve- und dem Goodspeed-Gletscher.
Der US-amerikanische Geologe Robert Leslie Nichols (1904–1995) benannte ihn nach seinem Assistenten Roger Hart, der an Untersuchungen am Marble Point zwischen 1959 und 1960 beteiligt war.